# Generation EFX
Generation EFX – czwarty studyjny album amerykańskiej grupy hip-hopowej Das EFX.

## Lista utworów
1. „Intro” – 0:32
2. „Raw Breed” – 3:02
3. „Shine” – 4:04
4. „Somebody Told Me” (feat.8-Off & Nocturnal) – 3:38
5. „Set It Off” – 4:17
6. „No Doubt” (feat. M.O.P. & Teflon) – 3:41
7. „Rap Scholar” (feat. Redman) – 3:21
8. „Generation EFX” (feat. EPMD) – 3:46
9. „Rite Now” – 2:58
10. „Whut Goes Around” (feat. Miss Jones) – 3:34
11. „Make Noise” – 3:09
12. „New Stuff” – 3:28
13. „Take It Back” – 2:18
14. „Change” – 4:35
15. „Rap Scholar (Oryginalna wersja)” (featuring Redman) – 3:59

## Sample
- „Intro”
  - Madonna – „Vogue”
- „Change”
  - Queen – „Sail Away Sweet Sister”
- „Generation EFX”
  - Survivor – „Eye of the Tiger”
- „Make Noize”
  - Philip Glass – „Music Box”
- „New Stuff”
  - Peter Gabriel – „Sledgehammer”
- „Rap Scholar”
  - Brick – „Dazz”
- „Set It Off”
  - Man Parrish – „Hip Hop, Be Bop (Don’t Stop)”
- „Shine”
  - Slave – „Just a Touch a Love”
- „Take It Back”
  - Davy DMX – „One For The Treble (Fresh)”
- „What Goes Around”
  - Brothers Johnson „Strawberry Letter #23"